# Бутово (Кирилловский район)
Бу́тово — деревня в Кирилловском районе Вологодской области.
Входит в состав Липовского сельского поселения, с точки зрения административно-территориального деления — в Липовский сельсовет.
Расстояние до районного центра Кириллова по автодороге — 14 км.
По данным переписи в 2002 году постоянного населения не было.